# Nakheel Tower
Nakheel Tower (vroeger Al Burj - Arabisch voor De Toren) was een geplande wolkenkrabber in Dubai, Verenigde Arabische Emiraten en werd ontwikkeld door Nakheel Properties. Eenmaal gebouwd zou het een van de hoogste wolkenkrabbers ter wereld zijn geworden.
Nakheel is in gesprek met meerdere aannemers, waaronder de Zuid-Koreaanse Samsung Group (die tevens de Burj Khalifa heeft gebouwd), de Japanse Shimizu Corporation en het Australische bedrijf Grocon. Er werd vermeld dat de aanvankelijke hoogte 1600 meter moest worden, maar dit werd uiteindelijk teruggebracht tot 1200 meter. Bouwfirma Nakheel, gevestigd in Dubai zelf, heeft dit bevestigd. Deze hoogte maakt Nakheel Tower significant hoger dan Burj Khalifa, zijn rivaal aan de andere kant van de stad. Als Nakheel Tower inderdaad 1200 meter wordt, dan zal het gebouw meer dan drie maal zo hoog zijn als het Empire State Building. De allerlaatste ontwikkelingen daarentegen spreken over een hoogte van 1050m. De toekomst zal moeten uitwijzen hoe hoog de toren echt zal worden, wanneer men met de bouwwerken begint.

## Stand van zaken
De geplande locatie van de toren is al enkele malen veranderd. Momenteel houdt men op de nieuwste locatie (nabij het grootschalige nieuwbouwgebied Dubai Marina) bodemonderzoek. Hierbij wordt gekeken of de ondergrond wel geschikt is voor een groot gebouw als de Nakheel Tower.

## Geschiedenis
De toren was oorspronkelijk voorgesteld in 2004 als centraal landmark voor de Palm Jumeirah en zou de naam "The Pinnacle" krijgen. De hoogte moest 750 meter worden en het gebouw zou 120 verdiepingen tellen, maar is vervangen door de Trump International Hotel and Tower en werd daarna verplaatst naar Dubai Waterfront. Ondertussen is ook van deze locatie afgezien. De locatie die nu is voorgesteld grenst aan de Dubai Marina.
Tot vandaag de dag is weinig onthuld over het ontwerp van de toren, maar Nakheel blijft beweren dat het een van de hoogste torens ter wereld zal worden en een nieuw icoon voor Dubai. Eind november 2009 bleek echter dat Nakheel niet is staat was een financiering te regelen om te gaan starten en het project voorlopig bevroren is.

## Ontwerp
Het oorspronkelijke ontwerp van Pei Partnership Architects had 631.000 m² vloeroppervlakte en bevatte zeer luxe appartementen, restaurants, een grote sportschool en een uitzichtpunt voor bezoekers. Het gebouw bestaat eigenlijk uit drie aparte gebouwen rond een leeg interieur en zijn in de lucht met elkaar verbonden door meerdere verbindingsbruggen. Een van de drie torens is korter dan de anderen en heeft een groot openluchtzwembad op het dak, terwijl de andere twee torens lange antennes op het dak hebben.
In de nieuwere ontwerpen is de basisvorm hetzelfde gebleven (dat wil zeggen drie torens, met elkaar verbonden door verbindingsbruggen en één korter dan de andere twee). Wat er echter veranderd is in de nieuwere ontwerpen is het aantal verbindingsbruggen: het originele ontwerp toont er slechts vier, terwijl latere ontwerptekeningen 6 laten zien en er recentelijk zelfs wordt beweerd dat het aantal verbindingsbruggen is verhoogd tot negen of tien. Ook heeft de toren in de nieuwe ontwerpen meerdere functies: niet alleen appartementen, maar ook kantoren en hotels.